# Arne Niederbacher
Arne Niederbacher (* 12. Dezember 1970 in Ruit auf den Fildern) ist ein in Deutschland tätiger österreichischer Schreiner und Soziologe.

## Leben
Arne Niederbacher besuchte das Heinrich-Heine-Gymnasium in Ostfildern-Nellingen und schloss 1992 mit der Mittleren Reife ab. Er besuchte dann das Kolping-Berufskolleg in Stuttgart-Bad Cannstatt und schloss mit der fachgebundenen Hochschulreife ab. Nach der Ausbildung zum Schreiner war er als Schreinergeselle im europäischen Ausland bis 1993 tätig. Er studierte zunächst ein Semester Landschaftsarchitektur an der Universität Kassel und dann von 1993 an Sozialwissenschaften an der Universität Wuppertal; das Studium schloss er als Diplom-Sozialwissenschaftler ab.
2010 wurde Arne Niederbacher Akademischer Rat am Institut für Soziologie der Technischen Universität Dortmund, an dem er bereits seit 1999 tätig gewesen war. Seit 2012 ist er dort Akademischer Oberrat.
Niederbacher veröffentlichte 2003 unter dem Titel Faszination Waffe als Dissertation eine wissenschaftliche Studie über Besitzer legaler Schusswaffen in Deutschland.

## Publikationen
- Arne Niederbacher (2004): Faszination Waffe. Eine Studie über Besitzer legaler Schusswaffen in der Bundesrepublik Deutschland. Ars Una, Neuried 2004. ISBN 978-3-89391-465-4
- Arne Niederbacher; Ivonne Bemerburg (Hrsg.) (2008): Globalisierung und ihre Kritik(er) zum Stand der aktuellen Globalisierungsdebatte. VS Verlag für Sozialwissenschaften; 2007. ISBN 978-3-531-90624-9
- Ronald Hitzler und Arne Niederbacher (2008): Leben in Szenen. Formen juveniler Vergemeinschaftung heute. VS Verlag für Sozialwissenschaften (3. Aufl. 2010). ISBN 978-3-531-15743-6
- Arne Niederbacher und Peter Zimmermann (2011): Grundwissen Sozialisation. Einführung zur Sozialisation im Kindes- und Jugendalter VS Verlag für Sozialwissenschaften (4. Aufl. 2012). ISBN 978-3-531-16786-2